# Општина Ворца (Хунедоара)
Ворца (рум. Vorţa) општина је у Румунији у округу Хунедоара.
Oпштина се налази на надморској висини од 356 m.